# Gastón Losa
Gastón Rodrigo Losa (La Plata, Buenos Aires, Argentina, 20 de julio de 1977) es un exfutbolista argentino. Jugaba de portero.

## Trayectoria
En enero de 2007 fue presentado en Deportes La Serena proveniente del Deportivo Español de la Primera B Metropolitana. En su primer torneo con los granates jugó todo el certamen con 1800 minutos en su puesto.[cita requerida]
Losa se convirtió en el pateador de penales de su equipo, es así como en el Apertura 2008 convirtió 5 goles.[cita requerida]
Luego de terminado el torneo, durante un partido amistoso contra Coquimbo Unido protagonizó una riña con los jugadores rivales Alfredo Calderón y Raúl Palacios, por lo que el Tribunal de Disciplina de la ANFP le dio seis fechas de castigo. En las fechas en que no pudo jugar fue reemplazado por Pedro Carrizo.[cita requerida]
A falta de 1 fecha para el receso mundialista, Gastón Losa toma la decisión de desvincularse de Deportes La Serena que lo albergó aproximadamente 4 temporadas, una de las razones que se ha difundido por su desvinculación ha sido sus problemas familiares (Gastón Losa prácticamente vivía solo en La Serena) siendo esta la más aceptada, otra razón que se aduce a su desviculación aunque en menor fuerza, es un supuesto problema con algunos de los jugadores de la temporada de apertura 2010 en su actitud de no jugar de forma profesional y solo jugar por cumplir.[cita requerida]
En 2010 llega a Almirante Brown para pelear por el puesto con César Monasterio quien había salido campeón de la Primera B Metropolitana con aquel club. Luego pasó por Ferro Carril Oeste y más tarde, firma para el Club Social y Deportivo Tristán Suárez, convirtiéndose en el sexto refuerzo de la institución para afrontar la temporada 2014 de la B Metropolitana.
Para el año 2015 ficha para jugar una temporada en All Boys.

## Clubes
| Club                    | País      | Año       | PJ  | Goles |
| ----------------------- | --------- | --------- | --- | ----- |
| Temperley               | Argentina | 1997-1998 | 17  | 0     |
| Los Andes               | Argentina | 2000-2003 | 49  | 0     |
| Gimnasia y Esgrima (M)  | Argentina | 2003-2004 | 10  | 0     |
| Independiente Rivadavia | Argentina | 2004-2005 | 2   | 0     |
| Deportivo Español       | Argentina | 2005-2006 | 43  | 0     |
| Deportes La Serena      | Chile     | 2007-2010 | 113 | 9     |
| Almirante Brown         | Argentina | 2010-2013 | 54  | 0     |
| Ferro                   | Argentina | 2013-2014 | 33  | 0     |
| Tristán Suárez          | Argentina | 2014      | 6   | 0     |
| All Boys                | Argentina | 2015-2018 | 78  | 1     |
| Deportivo Español       | Argentina | 2018      | 13  | 0     |